# Névez
Névez is een gemeente in het Franse departement Finistère (regio Bretagne). De plaats maakt deel uit van het arrondissement Quimper. Névez telde op 1 januari 2022 2.721 inwoners.

## Geografie
De oppervlakte van Névez bedroeg op 1 januari 2022 25,37 vierkante kilometer; de bevolkingsdichtheid was toen 107,3 inwoners per km².

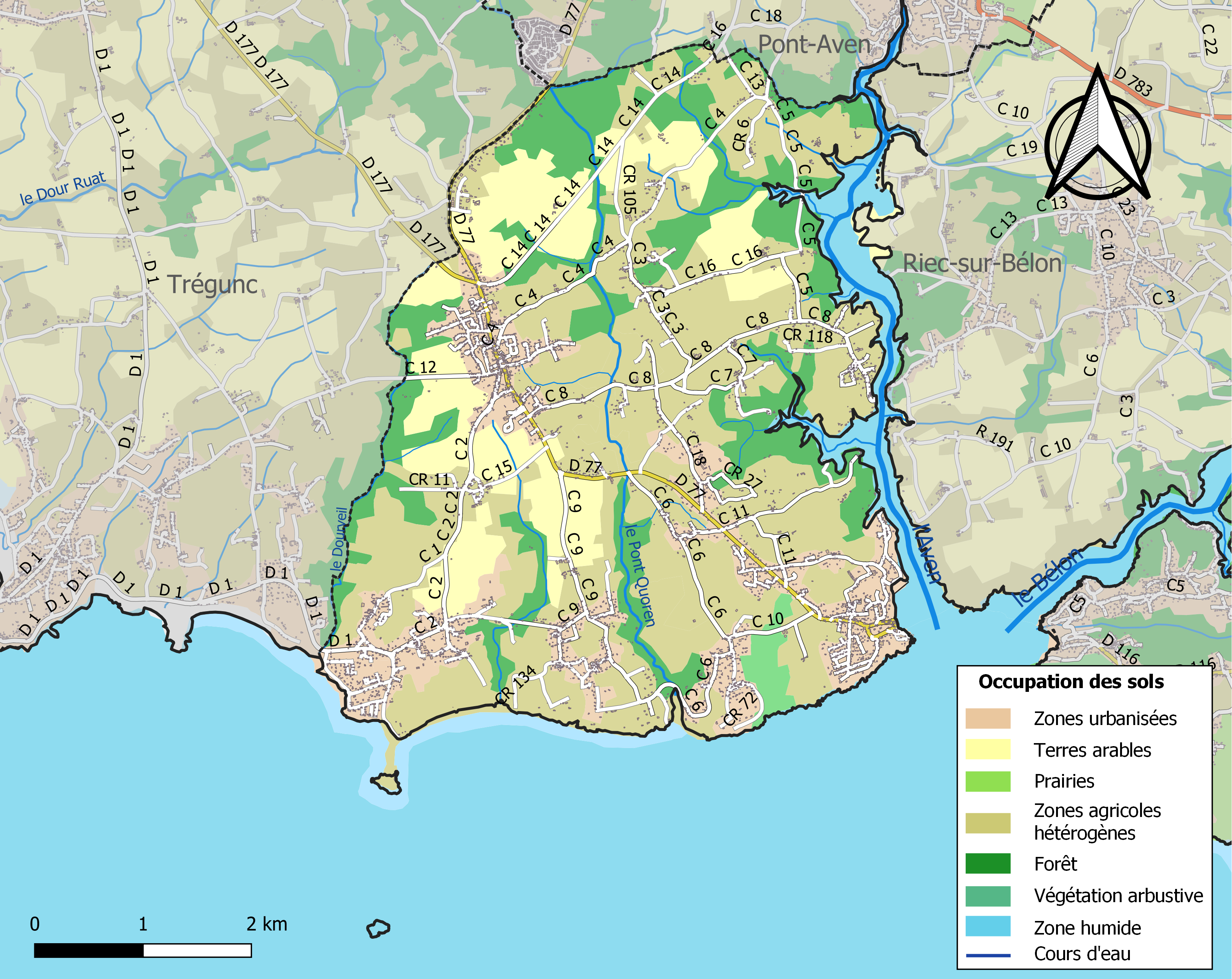
Kaart van de gemeente met belangrijkste infrastructuur, bodemgebruik en omliggende gemeenten

## Demografie
Onderstaande figuur toont het verloop van het inwonertal (bron: INSEE-tellingen).